# Мягкая игрушка
Мягкая игрушка — детская игрушка из искусственного меха, ткани и набивного материала. В разное время для набивки использовали солому, опилки, стружку, вату, волокна хлопка и т. п. С конца двадцатого века задействовали высокотехнологичные материалы: синтепон, синтетические гранулы и т. д.

## История создания
Древние игрушки были найдены археологами в Египте. Самые ранние упоминания относятся к третьему тысячелетию до нашей эры. В это время уже использовались сложные техники в изготовлении игрушек с подвижными частями тела.
Прообразы современной мягкой игрушки или их изображения были найдены на раскопках Помпеи в Италии. Различные игрушки в виде зверей и птиц были найдены на территории Сибири, Украины и других мест. Большое количество древних игрушек встречается на территории Китая. 
В XIX веке во Франции образовался «Синдикат французских фабрикантов игрушек», который можно считать началом игрушечной промышленности. В начале XX века началось массовое производство плюшевых мишек и увеличение спроса этой продукции.

## Изготовление
Первоначально мягкая игрушка изготавливалась по авторским эскизам вручную, позже появились специализированные производства, знаменитые своими игрушечными коллекциями.
Первая мягкая игрушка появилась в Германии в 1903 году.
Для изготовления мягкой игрушки нужны несколько обязательных элементов — выкройка или лекало, подходящие материалы. Развитие мягкой игрушки идет по нескольким направлениям. Одно из них — это упрощение образа, создание простых игрушек. Другое — это движение к натуралистичности будущей игрушки, когда игрушка становится похожей на того или иного зверька. При изготовлении кукол, кроме тканей и набивки, может присутствовать технология изготовления рук и головы из дерева, глин, пластика и т. п....